# Moulay Hassan, Thái tử của Morocco
Moulay Hassan (sinh ngày 8 tháng 5 năm 2003) là thái tử của Maroc. Anh là con lớn của Vua Mohammed VI của Maroc và Công chúa Lalla Salma. Anh có một em gái là Công chúa Lalla Khadija. Anh được đặt theo tên của ông nội Hassan II; khi anh lên ngôi, anh được cho là sẽ trị vì với tên gọi Hassan III. Vào năm 2015, Hassan bắt đầu tham gia cùng cha mình tại các cuộc gặp mặt chính thức.